# Champions Trophy vrouwen 2018
De 23ste en laatste editie van de Champions Trophy hockey werd gehouden van 17 tot en met 25 november 2018 in Changzhou, China. In eerste instantie was Argentinië als gastland aangewezen, maar de FIH ontnam dat land de organisatie omdat het niet aan de contractuele verplichtingen kon voldoen. Nederland won het toernooi voor de zevende keer, na in de finale Australië met 5-1 te hebben verslagen.

## Geplaatste teams
Voor deelname plaatsen zich het gastland, de wereldkampioen, de winnaar van de World League, de olympisch kampioen en de winnaar van de vorige Champions Trophy. De FIH wees de overige deelnemer(s) aan.
- Argentinië (winnaar Champions Trophy 2016)
- Australië (aangewezen door de FIH)
- China (gastland)
- Engeland (olympisch kampioen als Groot-Brittannië)
- Japan (aangewezen door de FIH)
- Nederland (winnaar Hockey World League 2016-17 en wereldkampioen 2018)

## Groepsfase
De nummers 1 en 2 spelen de finale, de nummers 3 en 4 om het brons en de nummers 5 en 6 om de 5e en 6e plaats.
| Team       | Gsp | Gw | G | V | DV | DT | DS  | Pnt |
| ---------- | --- | -- | - | - | -- | -- | --- | --- |
| Nederland  | 5   | 5  | 0 | 0 | 15 | 3  | +13 | 15  |
| Australië  | 5   | 2  | 1 | 2 | 5  | 7  | -2  | 7   |
| China      | 5   | 1  | 3 | 1 | 5  | 4  | +1  | 6   |
| Argentinië | 5   | 2  | 0 | 3 | 6  | 7  | –1  | 6   |
| Japan      | 5   | 1  | 2 | 2 | 6  | 10 | –4  | 5   |
| Engeland   | 5   | 0  | 2 | 3 | 4  | 11 | –7  | 2   |

| 17 november 2018 14:00 |         |                |                                                               |
| Engeland               | 2–2     | China          | Scheidsrechters: Fanneke Alkemade (NED) Junko Wagatsuma (JPN) |
| Martin 15' Owlsey 23'  | verslag | Xu 7' Peng 21' | Scheidsrechters: Fanneke Alkemade (NED) Junko Wagatsuma (JPN) |

| 17 november 2018 16:00 |         |              |                                                                   |
| Australië              | 2–1     | Argentinië   | Scheidsrechters: Celine Martin-Schmets (BEL) Emma Shelbourn (NZL) |
| Malone 12', 15'        | verslag | Granatto 33' | Scheidsrechters: Celine Martin-Schmets (BEL) Emma Shelbourn (NZL) |

| 17 november 2018 18:00      |         |            |                                                    |
| Nederland                   | 3–1     | Japan      | Scheidsrechters: Suzi Sutton (USA) Chen Hong (CHN) |
| Veen 44', 59' Verschoor 56' | verslag | Oikawa 35' | Scheidsrechters: Suzi Sutton (USA) Chen Hong (CHN) |

| 18 november 2018 14:00  |         |          |                                                    |
| Australië               | 2–0     | Engeland | Scheidsrechters: Ivona Makar (CRO) Chen Hong (CHN) |
| Peris 9' Commerford 29' | verslag |          | Scheidsrechters: Ivona Makar (CRO) Chen Hong (CHN) |

| 18 november 2018 16:00 |         |       |                                                              |
| China                  | 0–0     | Japan | Scheidsrechters: Emma Shelbourn (NZL) Fanneke Alkemade (NED) |
|                        | verslag |       | Scheidsrechters: Emma Shelbourn (NZL) Fanneke Alkemade (NED) |

| 18 november 2018 18:00            |         |            |                                                           |
| Nederland                         | 3–0     | Argentinië | Scheidsrechters: Aleesha Unka (NZL) Junko Wagatsuma (JPN) |
| Van Maasakker 27', 48' Jansen 45' | verslag |            | Scheidsrechters: Aleesha Unka (NZL) Junko Wagatsuma (JPN) |

| 20 november 2018 14:00 |         |                                      |                                                      |
| Australië              | 0–3     | Nederland                            | Scheidsrechters: Ivona Makar (CRO) Suzi Sutton (USA) |
|                        | verslag | Veen 21' Van Maasakker 28' Zerbo 46' | Scheidsrechters: Ivona Makar (CRO) Suzi Sutton (USA) |

| 20 november 2018 16:00 |         |                     |                                                                 |
| Australië              | 0–2     | China               | Scheidsrechters: Kim Jung-hee (KOR) Celine Martin-Schmets (BEL) |
|                        | verslag | Zhang J. 13' Li 28' | Scheidsrechters: Kim Jung-hee (KOR) Celine Martin-Schmets (BEL) |

| 20 november 2018 18:00 |         |                   |                                                     |
| Japan                  | 2–2     | Engeland          | Scheidsrechters: Chen Hong (CHN) Aleesha Unka (NZL) |
| H. Nagai 22', 41'      | verslag | Bray 4' Howard 6' | Scheidsrechters: Chen Hong (CHN) Aleesha Unka (NZL) |

| 22 november 2018 14:00                           |         |       |                                                          |
| Australië                                        | 4–0     | Japan | Scheidsrechters: Emma Shelbourn (NZL) Kim Jung-hee (KOR) |
| Trinchinetti 19' Jankunas 21', 48' Gorzelany 41' | verslag |       | Scheidsrechters: Emma Shelbourn (NZL) Kim Jung-hee (KOR) |

| 22 november 2018 16:00 |         |           |                                                           |
| China                  | 0–0     | Australië | Scheidsrechters: Fanneke Alkemade (NED) Ivona Makar (CRO) |
|                        | verslag |           | Scheidsrechters: Fanneke Alkemade (NED) Ivona Makar (CRO) |

| 22 november 2018 18:00 |         |                                    |                                                                    |
| Engeland               | 0–4     | Nederland                          | Scheidsrechters: Celine Martin-Schmets (BEL) Junko Wagatsuma (JPN) |
|                        | verslag | Veen 3' Zuidhof 17', 46' Zerbo 36' | Scheidsrechters: Celine Martin-Schmets (BEL) Junko Wagatsuma (JPN) |

| 24 november 2018 14:00          |         |            |                                                                |
| Japan                           | 3–1     | Australië  | Scheidsrechters: Celine Martin-Schmets (BEL) Suzi Sutton (USA) |
| Y. Nagai 3' Mano 8' Shimizu 45' | verslag | Squibb 54' | Scheidsrechters: Celine Martin-Schmets (BEL) Suzi Sutton (USA) |

| 24 november 2018 16:00 |         |        |                                                          |
| Nederland              | 2–1     | China  | Scheidsrechters: Emma Shelbourn (NZL) Kim Jung-hee (KOR) |
| Kerstholt 14' Veen 59' | verslag | Gu 60' | Scheidsrechters: Emma Shelbourn (NZL) Kim Jung-hee (KOR) |

| 24 november 2018 18:00 |         |            |                                                            |
| Engeland               | 0–1     | Argentinië | Scheidsrechters: Aleesha Unka (NZL) Fanneke Alkemade (NED) |
|                        | verslag | Sauze 2'   | Scheidsrechters: Aleesha Unka (NZL) Fanneke Alkemade (NED) |

## Finales

### Om de 5e/6e plaats
| 25 november 2018 14:00 |         |                        |                                                    |
| Japan                  | 1–2     | Engeland               | Scheidsrechters: Suzi Sutton (USA) Chen Hong (CHN) |
| Ishibashi 4'           | verslag | Martin 5' Costello 21' | Scheidsrechters: Suzi Sutton (USA) Chen Hong (CHN) |

### Om de 3e/4e plaats
| 25 november 2018 16:15                                              |         |       |                                                           |
| Argentinië                                                          | 6–0     | China | Scheidsrechters: Aleesha Unka (NZL) Junko Wagatsuma (JPN) |
| Merino 1' Granatto 5', 16' Jankunas 44' Toccalino 48' Cavallero 57' | verslag |       | Scheidsrechters: Aleesha Unka (NZL) Junko Wagatsuma (JPN) |

### Finale
| 25 november 2018 18:30                                        |         |                 |                                                       |
| Nederland                                                     | 5–1     | Australië       | Scheidsrechters: Ivona Makar (CRO) Kim Jung-hee (KOR) |
| De Waard 7' De Goede 11' Stam 43' Kerstholt 53' Verschoor 56' | verslag | Fitzpatrick 40' | Scheidsrechters: Ivona Makar (CRO) Kim Jung-hee (KOR) |

## Eindrangschikking
| Goud   | Nederland  |
| Zilver | Australië  |
| Brons  | Argentinië |
| 4      | China      |
| 5      | Japan      |
| 6      | Engeland   |

Mannen:
Lahore 1978 ·
Karachi 1980 ·
Karachi 1981 ·
Amstelveen 1982 ·
Karachi 1983 ·
Karachi 1984 ·
Perth 1985 ·
Karachi 1986 ·
Amstelveen 1987 ·
Lahore 1988 ·
Berlijn 1989 ·
Melbourne 1990 ·
Berlijn 1991 ·
Karachi 1992 ·
Kuala Lumpur 1993 ·
Lahore 1994 ·
Berlijn 1995 ·
Chennai 1996 ·
Adelaide 1997 ·
Lahore 1998 ·
Brisbane 1999 ·
Amstelveen 2000 ·
Rotterdam 2001 ·
Keulen 2002 ·
Amstelveen 2003 ·
Lahore 2004 ·
Chennai 2005 ·
Barcelona 2006 ·
Kuala Lumpur 2007 ·
Rotterdam 2008 ·
Melbourne 2009 ·
Mönchengladbach 2010 ·
Auckland 2011 ·
Melbourne 2012 ·
Bhubaneswar 2014 ·
Londen 2016 ·
Breda 2018
Vrouwen:
Amstelveen 1987 ·
Frankfurt 1989 ·
Berlijn 1991 ·
Amstelveen 1993 ·
Mar del Plata 1995 ·
Berlijn 1997 ·
Brisbane 1999 ·
Amstelveen 2000 ·
Amstelveen 2001 ·
Macau 2002 ·
Sydney 2003 ·
Rosario 2004 ·
Canberra 2005 ·
Amstelveen 2006 ·
Quilmes 2007 ·
Mönchengladbach 2008 ·
Melbourne 2009 ·
Nottingham 2010 ·
Amstelveen 2011 ·
Rosario 2012 ·
Mendoza 2014 ·
Londen 2016 ·
Changzhou 2018